# Aeroporto di Kiev-Hostomel'
L'aeroporto di Kiev-Hostomel' (IATA: GML, ICAO: UKKM), noto anche semplicemente come aeroporto di Hostomel' (in ucraino аеропорт «Гостомель»?) o aeroporto Antonov (in ucraino аеропорт «Антонов»?), è un aeroporto internazionale cargo e una struttura di collaudo in Ucraina, situato vicino a Hostomel', un sobborgo nord-occidentale di Kiev.
L'aeroporto è di proprietà della società produttrice di aeromobili Antonov, da cui prende il nome, ed è gestito dalla sua controllata Antonov Airlines. Vi era situato l'unico esemplare esistente di An-225, il più grande aereo operativo del mondo, fino a quando non è stato distrutto durante lo scontro militare avvenuto sul luogo nel frangente dell'invasione russa dell'Ucraina del 2022.

## Storia
La costruzione dell'aeroporto iniziò nel 1959 come avamposto militare.
Le operazioni di carico commerciale presso l'aeroporto sono iniziate nel 1989 con i primi tentativi di smilitarizzazione e commercializzazione dell'Antonov Design Bureau.

### Invasione russa dell'Ucraina nel 2022
Il 24 febbraio 2022, il primo giorno dell'invasione russa dell'Ucraina, l'aeroporto è stato attaccato e conquistato dall'esercito russo. Più tardi, nel corso della giornata, tra le 20:00 e le 22:00 ora locale (UTC+2), sono emerse notizie secondo cui l'aeroporto sarebbe stato ripreso. Quella notte, un funzionario ucraino di nome Aleksey Arestovich annunciò di aver effettivamente ripreso l'aeroporto e che le unità delle forze aviotrasportate russe (VDV) sarebbero state "distrutte", ma ciò veniva smentito dall'esercito russo. L'aeroporto è tornato sotto controllo ucraino a seguito della ritirata delle forze russe a fine marzo 2022.
Il 24 febbraio 2022, durante i combattimenti, è stato distrutto nel suo hangar anche l'unico Antonov An-225 Mriya, che era di base nell'aeroporto.

## Operazioni di collaudo degli aerei
L'aeroporto di Gostomel è stato costruito in origine come base interna top-secret per test di volo e miglioramento (in ucraino Льотно-випробувальна і довідна база?) per gli aerei Antonov, scopo per il quale è dotato di un'attrezzatura speciale (ad esempio, un generatore di fulmini artificiali) e di speciale zona di volo assegnata per i collaudi. La sua struttura gemella, responsabile della produzione, si trova all'interno di Kiev presso il piccolo aeroporto di Sviatoshyn.

## Traffico cargo

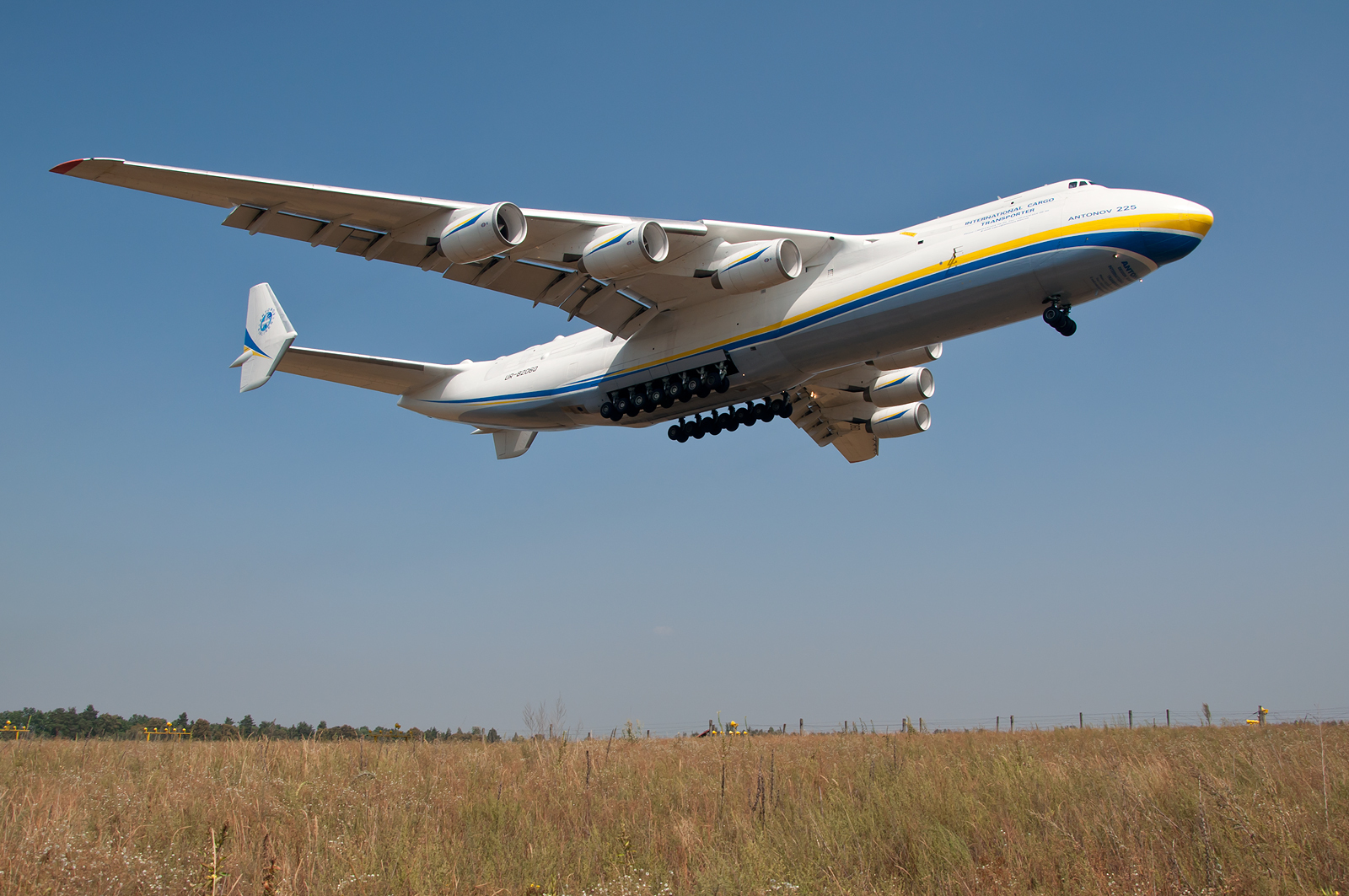
Antonov Airlines l'unico esemplare di Antonov An-225 in atterraggio a Gostomel (2014)

L'aeroporto è utilizzato da Antonov Airlines, così come da altri vettori cargo interessati. In loco sono disponibili le seguenti strutture e servizi:
- trasbordo (aereo-auto; aereo-ferroviario[10])
- capacità di stoccaggio
- controllo di frontiera e dogana
- manutenzione degli aeromobili

## Presenza militare
L'aviazione ucraina utilizza l'aeroporto per le sue forze di trasporto.